# Dennis Poore
Roger Dennistoun Dennis Poore (Londres, 19 de agosto de 1916-ibidem, 12 de febrero de 1987) fue un  empresario y financiero británico, con un meritorio palmarés como piloto automovilístico durante la década de 1950. Se convirtió en presidente de la compañía Norton-Villiers-Triumph durante la época del declive de la industria británica de motocicletas.

## Familia
Su padre, Roger Poore (Medalla de Servicios Distinguidos) murió en acción durante la Primera Guerra Mundial, el 26 de septiembre de 1917. El 24 de marzo de 1949, Dennis Poore se casó con Peta Coast. La pareja tuvo una hija, Victoria (Victoria Borwick, miembro del Parlamento de Londres).

## Carrera automovilística
Participante entusiasta en pruebas automovilísticas, Poore compitió en dos Grandes Premios del Campeonato Mundial en 1952. Hizo su debut en el Gran Premio de Gran Bretaña el 19 de julio de 1952, donde finalizó cuarto, totalizando 3 puntos en el mundial. Ganó el Campeonato Británico de Pruebas de Montaña en 1950, conduciendo un Alfa Romeo de 3.8 litros de cilindrada sobrealimentado con un compresor doble Wade. Terminó segundo en la ascensión a Shelsley Walsh, primero en Prescott y segundo en Bo'ness, alcanzando la victoria en Rest and Be Thankful, luego siendo segundo en Bouley Bay y primero en Val des Terres, redondeando la temporada con otra victoria en Prescott. Después de su temporada en el Grand Prix, compitió en la categoría coches deportivos para Aston Martin, ganando la carrera internacional de las Nueve Horas de Goodwood con un DB3S en 1955, coconducido por Peter Walker.
Poore usó su riqueza personal para financiar la fundación en 1950 de la revista "Autosport", dedicada a los deportes del motor.

## Presidente de Norton-Villiers-Triumph
Poore se convirtió en presidente de Manganese Bronze Holdings PLC, una compañía de ingeniería que se dedicaba principalmente a la fabricación de hélices marinas. Posteriormente, vendió el negocio de hélices y usó los fondos para comprar una abigarrada colección de compañías fabricantes de motocicletas británicas en problemas, como Associated Motor Cycles, Norton, AJS, James, Francis-Barnett, Matchless y el fabricante de motores Villiers.
Tras el colapso del Grupo BSA en 1972, los negocios de motocicletas de Manganese Bronze y de BSA/Triumph se fusionaron para formar la compañía Norton-Villiers-Triumph Ltd (NVT). Poore fue nombrado presidente de NVT y rápidamente vendió los importantes intereses no relacionados con las motocicletas de BSA. NVT fue asistida por una importante ayuda del gobierno, que estaba ansioso por evitar el colapso de la industria británica de las motocicletas. La reestructuración de Poore se convirtió en una operación draconiana, considerando que 3000 de los 4500 empleados eran redundantes. Esto llevó a la creación de la compañía Triumph Engineering, que operó durante diez años hasta que se declaró en quiebra. La producción de motocicletas BSA (la bicilíndrica A65 y la tricilíndrica A75) cesó, y con Triumph perdida por la escisión de la Cooperativa de Meriden, el único modelo disponible de NVT era la Norton Commando. Si bien esta máquina ganó el premio de "Motocicleta del año" otorgado por la revista "Motor Cycle News" durante varios años consecutivos, nada pudo ocultar el hecho de que la Norton Commando era un diseño antiguo, con un motor de dos cilindros en línea sin la caja de cambios integrada. Finalmente, se dejó de fabricar y NVT terminó ensamblando una motocicleta asiática de 125 cc. Sin embargo, en aquella época Norton llegó a producir una motocicleta con motor Wankel de doble rotor, basada en el trabajo de David Garside en BSA.
Comparado con el desesperado equipo de administración de la en tiempos poderosa BSA, llevada a la ruina por la  incompetencia de sus directivos, por sus equivocadas decisiones empresariales y por el hecho de no apreciar el negocio de las motocicletas, Poore parecía un soplo de aire fresco que podía ser el esperado salvador de la industria motociclística británica. Su pasado como piloto indicaba su sintonía con el automovilismo y la ingeniería. Sin embargo, sus planes de reconstrucción y optimización de recursos fueron demasiado draconianos, y fue considerado por muchos como poco más que un liquidador de activos. Lo que está claro es que sus decisiones llevaron a la fragmentación de la industria cuando su consolidación era esencial para salvarla a medio plazo.

## Taxis de Londres
Con el reparto de los activos del Grupo BSA, una de sus filiales, Carbodies (fabricante del FX4, el clásico "taxi negro" de Londres), pasó a convertirse en subsidiaria de Manganese Bronze Holdings. Tras deshacerse del negocio de fabricación de motocicletas del holding, Poore continuó dirigiendo la empresa fabricante de componentes y taxis hasta su muerte en 1987.

## Resultados

### Fórmula 1
(Clave) (negrita indica pole position) (cursiva indica vuelta rápida)

| Año         | Escudería                  | 1   | 2   | 3   | 4   | 5     | 6   | 7   | 8      | Pos. | Puntos |
| ----------- | -------------------------- | --- | --- | --- | --- | ----- | --- | --- | ------ | ---- | ------ |
| 1952        | Connaught Engineering      | SUI | 500 | BEL | FRA | GBR 4 | GER | NED |        | 13.º | 3      |
| 1952        | Connaught Racing Syndicate |     |     |     |     |       |     |     | ITA 12 | 13.º | 3      |
| Referencia: |                            |     |     |     |     |       |     |     |        |      |        |

### Campeonato Británico de Montaña
| Campeón                     | Campeón                              | Campeón                  |
| --------------------------- | ------------------------------------ | ------------------------ |
| Precedido por Sydney Allard | Campeonato Británico de Montaña 1950 | Sucedido por Ken Wharton |